# Magarnāt-e Yek
Magarnāt-e Yek (persiska: مگرنات یک) är en ort i Iran.   Den ligger i provinsen Khuzestan, i den centrala delen av landet, 500 km sydväst om huvudstaden Teheran. Magarnāt-e Yek ligger 29 meter över havet och antalet invånare är 547.
Terrängen runt Magarnāt-e Yek är mycket platt. Runt Magarnāt-e Yek är det ganska tätbefolkat, med 129 invånare per kvadratkilometer. Närmaste större samhälle är Zovīyeh-ye Do, 6,3 km sydväst om Magarnāt-e Yek. Omgivningarna runt Magarnāt-e Yek är i huvudsak ett öppet busklandskap.